# Guido Bastianini
Guido Bastianini (Firenze, 10 settembre 1945) è un papirologo italiano, professore emerito dell'Università di Firenze.

## Biografia
Laureato a Firenze nel 1970 e specializzato in Papirologia nel 1974, fino al 1981 è stato contrattista CNR e incaricato di Papirologia presso l'Università di Lecce. Nello stesso anno divenne ricercatore di Papirologia all'Università di Firenze. Subito dopo però vinse il concorso a professore ordinario bandito dall'Università di Milano e prese servizio nell'ateneo lombardo. Dal 1998 titolare della cattedra di Papirologia all'Università di Firenze. È in pensione dal 2016.
A Milano fu direttore dell'Istituto di Papirologia "Achille Vogliano" e Presidente del Consiglio del corso di Laurea in Lettere (1988/89-1997/98). A Firenze fu direttore dell'Istituto di Papirologia "Girolamo Vitelli" (1999-2016) e Presidente del Corso di Laurea triennale in Lettere (2001/02) e del corso di Laurea Magistrale in Filologia, Letterature e Storia dell'Antichità (2008/09-2011/12).
È stato vice-presidente dell'Association Internationale des Papyrologues.

## Attività di ricerca
Bastianini è uno dei principali papirologi italiani. Attivo sia nel campo della papirologia letteraria che in quello della papirologia documentaria, ha pubblicato o ripubblicato papiri appartenenti alle collezioni di Firenze, Oxford, Praga, Milano e Vienna. Co-editore di Commentaria et lexica Graeca in papyris reperta e dei volumi XV e XVI della serie Papiri della Società Italiana (PSI).
Si è dedicato allo studio delle strutture amministrative dell'Egitto romano, dei papiri filosofici e dei papiri lessicografici. Con Claudio Gallazzi (Università di Milano) ha pubblicato il Papiro di Posidippo. Nel 2007 ha scritto e pubblicato una breve biografia di Vittorio Bartoletti.

## Opere (selezione)
- Guido Bastianini, La carriera di Sarapion alias Apollonianus, in Aegyptus, vol. 49, 1969,  pp. 149-182.
- Guido Bastianini, Gli strateghi dell'Arsinoites in epoca romana, collana Papyrologica Bruxellensia, Bruxelles, Fondation Égyptologique Reine Élisabeth, 1972.
- Guido Bastianini, Lista dei prefetti d'Egitto dal 30a al 299p, in Zeitschrift für Papyrologie und Epigraphik, vol. 17, 1975,  pp. 263-328.
- Guido Bastianini, Lista dei prefetti d'Egitto dal 30a al 299p: aggiunte e correzioni, in Zeitschrift für Papyrologie und Epigraphik, vol. 38, 1980,  pp. 75-89.
- Guido Bastianini, Frammento di una ‹preghiera› sugli angeli (P.Vind. G 19930), in Wiener Studien, vol. 97, 1984,  pp. 195-202.
- Guido Bastianini e Claudio Gallazzi, P.Cair. 10395a: Frammento liturgico, in Zeitschrift für Papyrologie und Epigraphik, vol. 58, 1985,  pp. 99-102.
- Guido Bastianini e Claudio Gallazzi, P.Tebt. NS inv. 88/3: Petizione agli epistatai del 45 d.C., in Zeitschrift für Papyrologie und Epigraphik, vol. 81, 1990,  pp. 255-60.
- Guido Bastianini e Claudio Gallazzi, Un'iscrizione inedita di Tebtynis e la synodos di Doryphorus, in Zeitschrift für Papyrologie und Epigraphik, vol. 89, 1991,  pp. 44-6.
- Guido Bastianini e Claudio Gallazzi, Revisione di P.Vat.gr. inv. 64 (Hom., Π 32-81), in Studi Classici e Orientali, vol. 40, 1991,  pp. 433-6.
- Posidippo di Pella. Epigrammi (P.Mil.Vogl. VIII 309), collana Papiri dell'Università di Milano – VIII, edizione a cura di Guido Bastianini e Claudio Gallazzi con la collaborazione di Colin Austin, Milano, LED – Edizioni universitarie di Lettere Economia e Diritto, 2001, ISBN 88-7916-165-2.
- Posidippi Pellaei quae supersunt omnia, collana Biblioteca classica, ediderunt G. Bastianini et C. Austin, Milano, LED – Edizioni universitarie di Lettere Economia e Diritto, 2002, ISBN 88-7916-193-8.